# Presejanje
Presêjanje (angl. screening) je v medicini množična preiskava populacije za zgodnje odkrivanje bolezni in hitro ukrepanje, z namenom, da bi imeli bolezen pod nadzorom. Presejanje je lahko individualno (na pobudo posameznikov ali zdravnikov), vendar je treba za zmanjšanje umrljivosti pregledati pretežni del, vsaj 70 % ciljne skupine prebivalstva, to pa je mogoče doseči le z organiziranim, populacijskim presejanjem.

## Načela presejanja
Leta 1968 je Svetovna zdravstvena organizacija izdala smernice o načelih in izvajanju presejanja za bolezni. Omenjena načela pogosto imenujemo po avtorju kar »Wilsonovi kriteriji« in so v veliki meri uporabna še danes:
1. Bolezen predstavlja pomemben javnozdravstveni problem.
2. Obstajati mora uspešno zdravljenje.
3. Na voljo morajo biti dovolj opreme in osebja za diagnosticiranje in zdravljenje bolezni.
4. Bolezen mora imeti prepoznavno latentno ali zgodnjo simptomatsko fazo.
5. Obstajati mora ustrezen test oziroma diagnostična preiskava.
6. Presejalni test mora biti sprejemljiv za populacijo.
7. Naravni potek bolezni mora biti znan.
8. Obstajati morajo splošno sprejeta pravila o tem, katere bolnike je treba zdraviti.
9. Strošek presejanja mora biti sprejemljiv glede na zdravstveni proračun.
10. Presejanje mora biti organizirano kot stalen proces in ne le enkraten projekt.

## Presejanje v Sloveniji
V Sloveniji se izvajajo trije presejalni populacijski programi za odkrivanje raka:
- državni presejalni program za raka dojk (Program DORA) – za ženske, stare 50–69 let
- državni presejalni program za odkrivanje predrakavih sprememb materničnega vratu (Program ZORA) – za ženske, stare 20–64 let[6]
- državni program presejanja in zgodnjega odkrivanja predrakavih sprememb in raka na debelem črevesu in danki (Program Svit) – za ženske in moške, stare 50–74 let; vsaki dve leti.[7]